# Pablo González Garza
José Pablo González Garza (Lampazos de Naranjo, 5 maggio 1879 – Monterrey, 4 marzo 1950) è stato un generale e politico messicano attivo durante la rivoluzione messicana.
È considerato il principale organizzatore dell'assassinio del leader rivoluzionario Emiliano Zapata. Dopo la fine della Rivoluzione, fu arrestato con l'accusa di cospirazione contro il governo del presidente Adolfo de la Huerta così fu condannato a morte, tuttavia fu graziato dal presidente stesso e andò in esilio, da cui sarebbe tornato molto tempo dopo.
Durante la Rivoluzione si candidò a presidente del Messico alle elezioni del 1917, riuscendo ad arrivare secondo dietro Venustiano Carranza.

## Biografia

### Vita in anticipo
José Pablo González Garza nacque a Lampazos de Naranjo nel Nuevo León nel 1879, terzo di quattro figli di Pablo González Cantù e Prudenciana Garza Rodríguez, che morì quando Pablo aveva solo tre anni e crebbe nella città di Nadadores nel Coahuila, dove i suoi genitori possedevano un negozio. Rimase orfano anche di padre a sei anni. Alla fine, ricevette una borsa di studio per l'Accademia militare di Chapultepec ma decise di non terminare gli studi. Nei primi anni del XX secolo lavorò in una fonderia, nella ferrovia e per la compagnia petrolifera Pearson Oil Company in vari luoghi del Messico settentrionale e negli Stati Uniti meridionali a El Paso, Santa Fe e in California.
Negli Stati Uniti González iniziò la sua attività politica come oppositore del presidente Porfirio Díaz.

### La prima fase della rivoluzione messicana
Nel 1907, attraverso suo cugino, incontrò l'intellettuale anarchico Enrique Flores Magón. González partecipò all'insurrezione guidata da Francisco Madero contro Porfirio Díaz nel 1911. Le sue forze occuparono Monclova e Cuatro Ciénegas per Madero. Successivamente, nel 1912, combatté contro la Ribellione di Orozco. Più tardi nel 1913, dopo la Decade tragica (il colpo di Stato portato avanti dal generale Victoriano Huerta contro Madero), González combatté contro Huerta e Pascual Orozco nel Coahuila. In quel periodo González era considerato una stella militare emergente, ma nella realtà Orozco lo batteva in ogni scontro, il che contribuì a farlo diventare noto come "il generale che non vinse mai una vittoria". Questa cattiva reputazione lo accompagnò negli anni successivi. In una successiva intervista con Vicente Blasco Ibáñez, Venustiano Carranza dichiarò che "Il generale González ha comandato le più grandi forze della Rivoluzione e ne è uscito con l'onore unico di aver perso tutte le battaglie in cui era impegnato".

### Sotto Carranza
Più tardi fu nominato capo dell'Esercito del Nord-est nel governo di Venustiano Carranza e nel 1914 occupò Monterrey, Tampico e altri luoghi. L'occupazione di Monterrey di González insieme alla Battaglia di Zacatecas di Pancho Villa, furono cruciali per la sconfitta di Huerta e nella successiva decisione di andare in esilio. Allo stesso tempo Álvaro Obregón fu nominato a guidare l'Esercito del Nord-ovest, posizione equivalente a quella di González. Dato che Obregón considerava González un generale incompetente, ciò contribuiva al suo risentimento nei confronti di Carranza, che avrebbe dato i suoi frutti in seguito.

### Contro gli zapatisti
González fu anche responsabile della pacificazione della ribellione zapatista nel Morelos nell'ambito della lotta tra Emiliano Zapata e Carranza, dove si guadagnò una reputazione di brutalità e spietatezza. Il manifesto di González del 19 luglio 1916 affermava esplicitamente che i civili del Morelos, inclusi donne e bambini, che fossero stati percepiti come sostenitori di Zapata, sarebbero stati massacrati (sebbene ufficialmente contati tra quelli che morirono in battaglia). Nelle sue campagne di pacificazione, González reintrodusse la pratica di Victoriano Huerta e Porfirio Díaz di inviare i contadini catturati nello Yucatán ai lavori forzati. Per combattere González, Zapata decise di fornire armi ai singoli villaggi, anche a quelli non direttamente sotto il suo controllo, in modo che potessero formare unità di autodifesa efficaci. Questa politica finì tuttavia per mettere contro tra di loro i contadini e le truppe ribelli, le quali avrebbero dovuto rappresentare la loro causa.
González riuscì per lo più a sconfiggere la ribellione nel Morelos per il momento, soprattutto grazie all'aiuto del generale zapatista Sidronio Camacho (che aveva ucciso il fratello di Zapata, Eufemio), che gli fornì informazioni cruciali. Tuttavia dopo lo scoppio di un'altra rivolta nel Coahuila, guidata da Lucio Blanco, González fu richiamato e Zapata recuperò la sua forza d'origine.

### Assassinio di Zapata
González fu la mente dietro l'assassinio di Emiliano Zapata, che fu eseguito dal suo colonnello Jesús Guajardo. All'inizio del 1919 sorsero disaccordi tra González e Guajardo e dopo aver appreso di questi, Zapata scrisse una lettera a Guajardo chiedendogli di unirsi agli zapatisti. La lettera fu intercettata da González che ricattò Guajardo e la usò come opportunità per organizzare un'imboscata a Zapata. Guajardo, dopo aver fatto una dimostrazione di lealtà nei confronti di Zapata con l'esecuzione di un capo zapatista ribelle, Victoriano Barcena, organizzò un incontro con il rivoluzionario all'hacienda Chinameca dove avrebbe dovuto consegnare le munizioni di cui il leader rivoluzionario aveva bisogno. Dopo che Zapata arrivò, il 10 aprile 1919, una guardia d'onore gli presentò le armi, ma al terzo segnale di tromba aprirono il fuoco a bruciapelo, uccidendo Zapata.

### Rottura con Carranza
Alle elezioni presidenziali del 1920 il presidente Carranza fece campagna elettorale a favore del civile Ignacio Bonillas, ex-ambasciatore negli Stati Uniti d'America, come suo successore, con grande dispiacere dei suoi generali, in particolare Álvaro Obregón, che voleva la presidenza per se stesso. Dopo che Carranza tentò di arrestarlo, Obregón emanò il Piano di Agua Prieta e iniziò la rivolta militare.
Inizialmente González rimase fedele a Carranza. Tuttavia la maggior parte degli ufficiali del suo esercito costituzionalista sosteneva Obregón, e anche il suo alleato, il generale Plutarco Elías Calles, si opponeva con veemenza a Bonillas. Di conseguenza González dichiarò la propria candidatura alla presidenza.

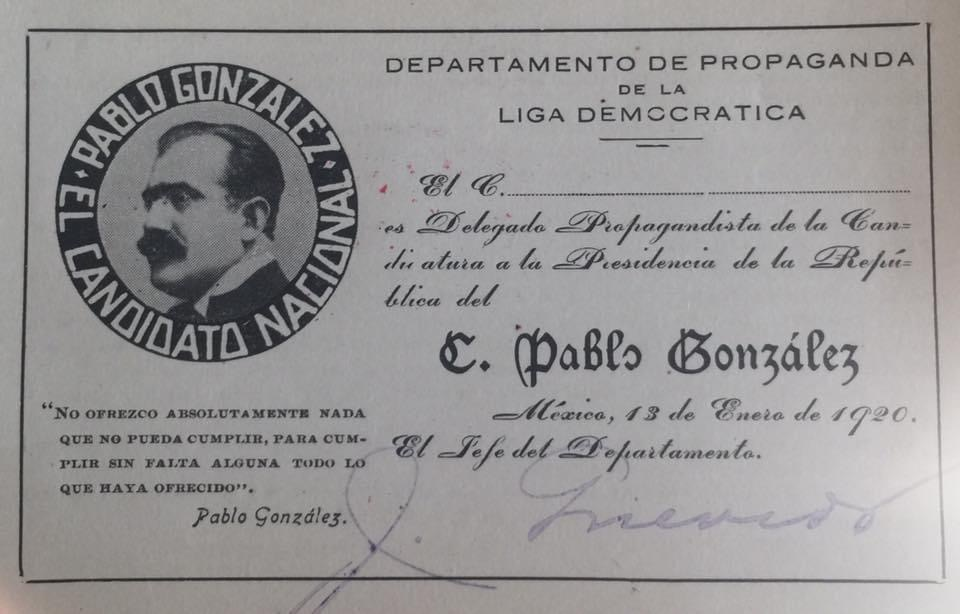
Carta elettorale del Dipartimento di Propaganda della Lega Democratica per supportare il candidato Pablo González - fronte davanti

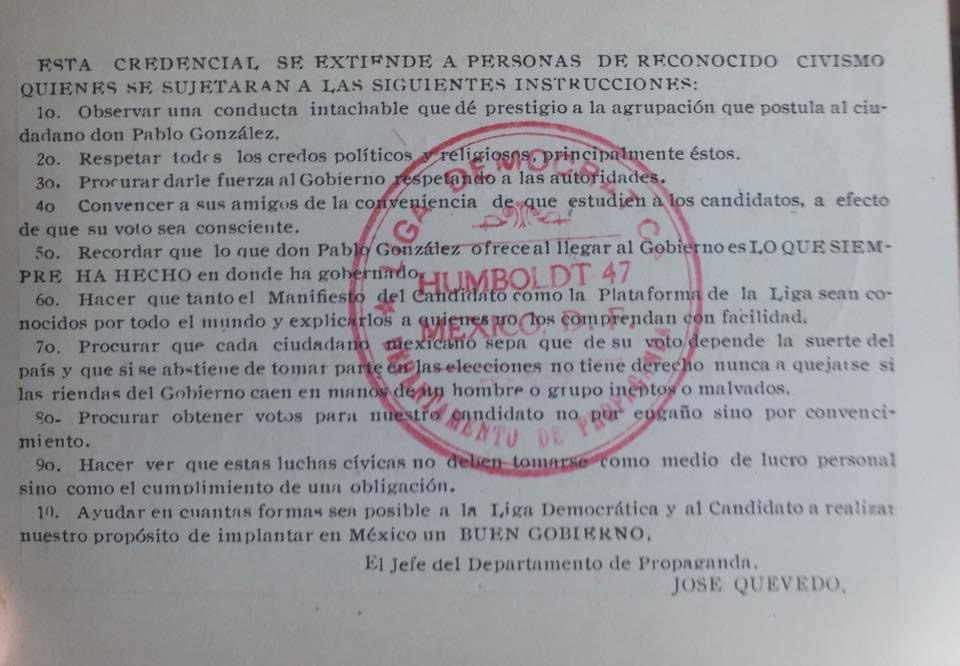
Fronte retro

Nell'aprile 1920 Carranza richiese che González abbandonasse la sua candidatura elettorale e desse il suo pieno appoggio a Bonillas. Il 30 aprile González ruppe ufficialmente con Carranza senza però aderire al Piano di Agua Prieta di Obregón, e, anziché arrestarlo e occupare immediatamente Città del Messico, (la maggior parte delle truppe nella regione lo sostenne), gli permise di fuggire a Veracruz, e lui stesso si ritirò nella vicina Texcoco.
Durante la presidenza ad interim di Adolfo de la Huerta, González, deluso dalla nuova linea politica della Nazione, tentò una rivolta a Monterrey che fu velocemente repressa e per questo fu accusato di tradimento e sedizione e arrestato. Inizialmente avrebbe dovuto essere giustiziato ma fu graziato dal presidente de la Huerta e poté andare in esilio negli Stati Uniti, in Texas.

### Vita successiva
González tornò in Messico nel 1940. Si ritirò dal servizio attivo nell'esercito e in politica, e si buttò nel business. Fu lasciato quasi indigente dal crollo della sua banca e morì nel 1950 a Monterrey a 70 anni. Le sue spoglie sono depositate nella Explanada de los Héroes, nella Macroplaza della città di Monterrey, accanto a quelle degli altri generali Antonio Irineo Villarreal e Juan Zuazua, ai piedi della statua di Don Miguel Hidalgo y Costilla.

### Vita privata
González si sposò nel 1907 con Carlota Miller Riojas, figlia di Federico Miller e Dionisia Rojas, a San Antonio in Texas e da cui ebbe 6 figli: Margarita, Pablo, Carmen, Carlota, María Eugenia e María Enriqueta.